# 202 Pułk Piechoty (1939)

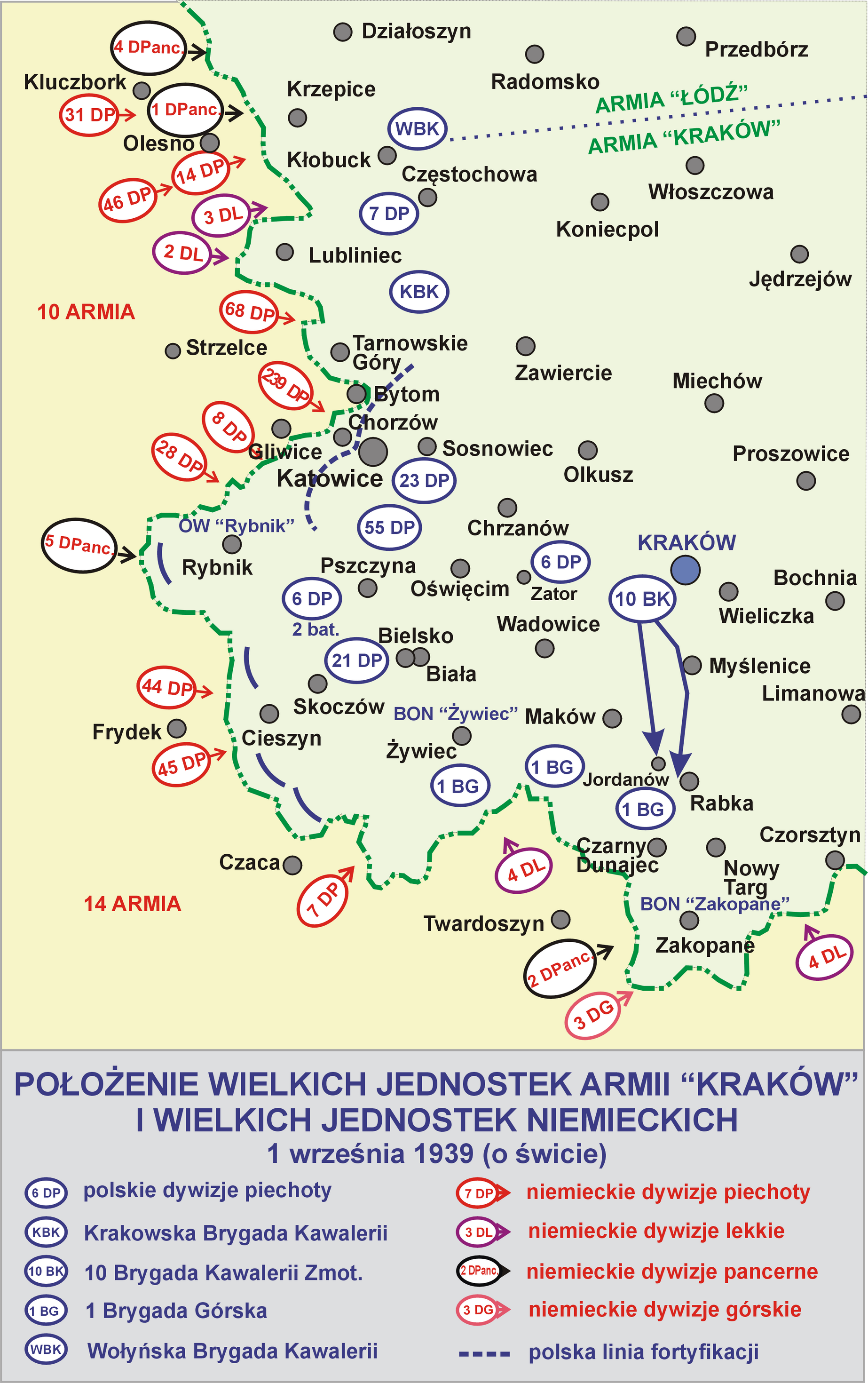
Pułk walczył w składzie 21 DPGórskiej

202 Pułk Piechoty (202 pp) – rezerwowy oddział piechoty Wojska Polskiego II RP.

## 202 pp w kampanii wrześniowej

### Formowanie i mobilizacja
Pułk nie występował w organizacji pokojowej wojska. 
Sformowany został na bazie batalionów Śląsko-Cieszyńskiej Półbrygady Obrony Narodowej oraz zmobilizowanych pododdziałów pozabatalionowych. Mobilizację 202 pp przeprowadzono w dniach 24-26 sierpnia 1939, w mobilizacji alarmowej.
- Dowództwo pułku, organa kwatermistrzowskie jednostek pozabatalionowych 202 pp, kompanie: gospodarczą, przeciwpancerną typ II, zwiadowczą, oraz plutony: łączności, pionierów i przeciwgazowy 202 pp zmobilizowane zostały przez 3 pułk strzelców podhalańskich na bazie dowództwa i samodzielnych pododdziałów Śląsko-Cieszyńskiej Półbrygady ON w Bielsku, w grupie niebieskiej w czasie A+48[1],
- batalion piechoty typ spec nr 50 zmobilizowany przez 3 pułk strzelców podhalańskich w Bielsku w grupie żółtej, w czasie A+40 (zawiązkiem batalionu był batalion ON „Bielsko” wraz z całą kadrą zawodową oficerów i podoficerów)[2],
- batalion piechoty typ spec. nr 54 zmobilizowany przez 4 pułk strzelców podhalańskich w Cieszynie w grupie żółtej, w czasie A+24 (zawiązkiem batalionu był batalion ON „Cieszyn I” wraz z całą kadrą zawodową oficerów i podoficerów)[3],
- batalion piechoty typ spec nr 58 mobilizowany przez 4 pułk strzelców podhalańskich w Cieszynie w grupie żółtej, w czasie A+28 (zawiązkiem batalionu był batalion ON „Cieszyn II” wraz z całą kadrą zawodową oficerów i podoficerów)[3].

Pododdziały pułkowe, dowództwo pułku były mobilizowane z rezerwistów i nikłych zawiązków szeregowych ze stanu służby czynnej i ON. Dowództwo pułku złożone w większości z oficerów służby stałej. Bataliony piechoty, mobilizowane z zawiązków wywodzących się z batalionów Obrony Narodowej, uzupełnione do pełnych etatów oficerami i szeregowymi rezerwy. Dowódcy batalionów, większość dowódców kompanii, to oficerowie służby stałej, pozostała obsada, to oficerowie rezerwy.
202 pp po zmobilizowaniu w następnych dniach przeszedł w rejon planowanych odcinków obrony. 

### Działania bojowe
Oddział walczył w kampanii wrześniowej 1939 w składzie 21 Dywizji Piechoty Górskiej (Armia „Kraków”).
O świcie 1 września 202 pp był ugrupowany obronnie: W pasie przesłaniania znajdowały się:  na pododcinku Orłowa-Karwina wzmocniona 5 kompania strzelecka, na pododcinku Trzciniec-Jabłonków obronę zajmowała wzmocniona 9 kompania strzelecka. Większość pułku stanowiła Oddział Wydzielony „Cieszyn-Skoczów” pod dowództwem ppłk. Zygmunta Piwnickiego, broniący pozycji opóźniającej. W składzie: II batalion 202 pp (54 bp) bez 5/202 pp na odcinku Ligota-Bronów-Rudzica-Kostropowice, III batalion 202 pp (58 bp)bez 9/202 pp na odcinku Grodziec-Pogórze (wzg. Bucze)-Górki Wielkie, pluton konny kompanii zwiadu w Pieścieńcu. Na pozycji głównej Dziedzice-Czechowice w składzie sił głównych 21 DPG był I batalion 202 pp (50 bp). Na broniące swoich stanowisk oddziały 21 DPG, w tym 202 pp nacierały oddziały niemieckiego XVII Korpusu Armijnego w składzie 44 DP i 45 DP.

## Organizacja i obsada personalna
W nawiasach podano nazwy jednostek mobilizujących.
Dowództwo i pododdziały specjalne (3 pspodh)
- dowódca pułku – ppłk piech. Zygmunt Piwnicki
- I adiutant pułku – por. rez. Stanisław Piekło
- II adiutant pułku – ppor. rez. Paweł Bursiewicz
- oficer informacyjny - ppor. Michał Józef Berek
- oficer łączności – ppor. Michał Weber
- kwatermistrz – kpt. Józef Kozanecki
- oficer płatnik - ppor. Kowalski
- lekarz naczelny – kpt. dr Jan Maria Suchomel
- kapelan - ks. Michał Migdał
- dowódca kompanii gospodarczej – ppor. rez. Jan Caputa
- dowódca kompanii zwiadu – ppor. Władysław Włudyka
  - dowódca plutonu konnego - ppor. Marian Bugiel
  - dowódca plutonu kolarzy - ppor. Bednarek
- dowódca kompanii przeciwpancernej – ppor. Bolesław Czerwiński
  - dowódca I plutonu - ppor. Stanisław Rajman
  - dowódca II plutonu - ppor. Józef Dudek
- dowódca plutonu przeciwgazowego – ppor. Wiktor Franek
- dowódca plutonu łączności – sierż. Antoni Caputa?
- dowódca plutonu pionierów – ppor. Józef Gois

I batalion piechoty nr 50 (dawniej ON „Bielsko”) (3 pspodh)
- dowódca batalionu – mjr Mieczysław Drabik
- dowódca plutonu łączności – ppor. rez. Wilhelm Sukniewicz
- dowódca 1 kompanii strzeleckiej (d. ON „Bielsko”) – kpt. Józef Jonak
- dowódca 2 kompanii strzeleckiej (d. ON „Dziedzice”) – kpt. Stanisław Freisler
  - dowódca I plutonu - ppor. Holona
  - dowódca II plutonu - ppor. Bazgier
  - dowódca III plutonu - ppor. Józef Tomica
- dowódca 3 kompanii strzeleckiej (d. ON „Jasienica”) – kpt. Sergiusz Pisarczuk
  - dowódca plutonu - ppor. Migdał
  - dowódca plutonu - ppor. Kalinowski
- dowódca 1 kompanii ckm – ppor. rez. Korneliusz Kloschek
  - dowódca I plutonu - ppor. Jan Górka
  - dowódca II plutonu - ppor. Władysław Wicherek
  - dowódca III plutonu - ppor. Eugeniusz Jagoda
  - dowódca plutonu moździerzy - ppor. Stanisław Niemczyk

II batalion piechoty nr 54 (d. ON „Cieszyn I”) (4 pspodh)
- dowódca batalionu – mjr Kazimierz Bełko
- adiutant batalionu – ppor. rez. Rudolf Branny
- dowódca 4 kompanii strzeleckiej  (d. ON „Cieszyn Wschodni”) – kpt. Wilhelm Kahanek
  - dowódca I plutonu - ppor. Bolesław Rusnok
  - dowódca II plutonu - ppor. StanisławKorczyk
  - dowódca III plutonu - ppor. Stanisław Mitręga
- dowódca 5 kompanii strzeleckiej (d. ON „Karwina”/ „Zebrzydowice”) – kpt. Jan Szewczyk
  - dowódca I plutonu - ppor. Zbigniew Raszka
  - dowódca II plutonu - ppor. Bronisław Kokotek
  - dowódca III plutonu - ppor. Józef Kabiesz
- dowódca 6 kompanii strzeleckiej (d. ON „Skoczów”) – kpt. Marcin Łyszczarz?
  - dowódca plutonu - ppor. Wilhelm Czulak
  - dowódca plutonu - ppor. Wachowski
- dowódca 2 kompanii ckm – por. Kazimierz Batko
  - dowódca plutonu - ppor. Władysław Stonowski

III batalion piechoty nr 58 (d. ON „Cieszyn II”) (4 pspodh)
- dowódca – mjr Włodzimierz Kuczma
- dowódca 7 kompanii strzeleckiej (d. ON „Cieszyn Zachodni”) – kpt. Adam Władysław Kottik
- dowódca 8 kompanii strzeleckiej (d. ON „Trzyniec”) – kpt. Bolesław Jan Bytomski
- dowódca 9 kompanii strzeleckiej (d. ON "Jabłonków") – kpt. Ignacy Stachowiak[4]
  - dowódca plutonu - por. Buczek
- dowódca 3 kompanii ckm – NN